# Ukazatel (programování)
Ukazatel (anglicky pointer) je v informatice označení pro datový typ, který slouží k uložení adresy v paměti počítače. Ukazatel slouží pro zpřístupnění dat, která jsou na příslušné adrese v operační paměti uložena.

## Charakteristika
Ukazatel používá většina imperativních programovacích jazyků, jako např. jazyk C a Pascal. V programovacích jazycích je syntaxí zápisu programu rozlišeno, zda se pracuje s hodnotou adresy ukazatele anebo s hodnotou datového prvku, na který ukazuje.
Zvláště významný je tento datový typ v jazyku C, který definuje i tzv. pointerovou aritmetiku (viz níže), díky které lze např. provést výpočet adres různých prvků v poli, nebo naopak z jejich adresy odvodit jejich index. Jazyk C téměř nerozlišuje mezi ukazatelem a polem a dokonce nemá ani datový typ řetězec a nahrazuje jej právě ukazatelem na jeho počátek, resp. s ním pracuje jako s polem znaků.
Při používání ukazatelů často dělají programátoři mnoho programátorských chyb. V novějších programovacích jazycích, jako například Java a Python, jsou proto ukazatele nahrazeny referencemi na objekty, jejichž použití není tolik náchylné k základním programátorským chybám. Naopak ale u nezkušeného programátora může takto vzniknout mnoho těžko objevitelných chyb, vzniklých neznalostí pozadí jazyka.

## Typy ukazatelů
V architektuře procesorů x86, kde se používá adresa dělená na segment a offset, je možné volit mezi dvěma typy ukazatelů:
- blízký ukazatel (near pointer) – obsahuje jen lineární adresu (offset), a neobsahuje identifikaci (číslo) segmentu
- vzdálený ukazatel (far pointer) – obsahuje identifikaci (číslo) segmentu i lineární adresu (offset)

Tento způsob práce s pamětí (respektive segmentace paměti) se používal v dobách 16bitových aplikací pro DOS, dnes je ale považován za zastaralý a na architektuře IA-32 se používá výhradně 32bitových ukazatelů, respektive na 64bitových architekturách se používá 64bitových ukazatelů.

## Pointerová aritmetika
Pointerová aritmetika definuje možné výpočetní operace s ukazateli. Adresovatelnou jednotkou ukazatele může být jeden bajt nebo jedno slovo, ale nejčastěji ve vyšších programovacích jazycích je adresovatelnou jednotkou ukazatele velikost datového typu, který ukazatel adresuje.
Možné operace s ukazateli jsou buď přírůstek adresy P (čili indexace prvků v poli, na jehož počátek P ukazuje), anebo rozdíl adres P (vzdálenost dvou prvků v poli). Obě tyto operace pracují v násobcích velikosti datového typu.
Adresy ukazatelů se kterými se provádí pointerová aritmetika se musí nacházet ve stejném adresovém prostoru (např. poli), jinak nemusí být výsledek operace definován.
Příklad v jazyku C:
```
int
 
i
;
 
// definice proměnné i datového typu int

int
 
a
[
3
];
 
// definice proměnné a, pole typu int se třemi prvky

int
 
*
p
;
 
// definice proměnné p, ukazatele na datový typ int

p
 
=
 
&
i
;
 
// hodnota pointeru je nastavena na adresu proměnné i

*
p
 
=
 
3
;
 
// do paměti na adresu odkazovanou ukazatelem p se uloží hodnota 3

p
 
=
 
&
(
a
[
2
]);
 
// hodnota pointeru je nastavena na prvek pole a s indexem 2

p
 
=
 
p
 
-
 
2
;
 
// hodnota pointeru je nastavena na prvek pole a s indexem 0 (tj. první prvek pole)

*
p
 
=
 
5
;
 
// do paměti na adresu odkazovanou p se uloží hodnota 5 (tedy první prvek pole má tuto hodnotu)

```